# Polinômio de Lagrange
Em análise numérica, polinômio de Lagrange (nomeado por razão de Joseph-Louis de Lagrange) é o polinômio de interpolação de um conjunto de pontos na forma de Lagrange.

## Definição
Dado um conjunto de k+1 pontos:
{\displaystyle (x_{0},y_{0}),\ldots ,(x_{k},y_{k})}
com todos xj distintos, o polinômio de interpolação de um conjunto de pontos na forma de Lagrange é a combinação linear dos polinômios da base de Lagrange:
{\displaystyle L(x):=\sum _{j=0}^{k}y_{j}l_{j}(x)},
com polinômios da base de Lagrange dados por:
{\displaystyle l_{j}(x):=\prod _{i=0,j\neq i}^{k}{\frac {x-x_{i}}{x_{j}-x_{i}}}={\frac {x-x_{0}}{x_{j}-x_{0}}}\cdots {\frac {x-x_{j-1}}{x_{j}-x_{j-1}}}{\frac {x-x_{j+1}}{x_{j}-x_{j+1}}}\cdots {\frac {x-x_{k}}{x_{j}-x_{k}}}}

## Prova
Procuramos uma função que seja um polinômio L(x) de grau menor ou igual a k, com
{\displaystyle L(x_{j})=y_{j}\qquad j=0,\ldots ,k}
O polinômio de lagrange é a solução para o problema de interpolação.
Como podemos comprovar
1. {\displaystyle \ell _{j}(x)} é um polinômio e tem grau k.
2. {\displaystyle \ell _{i}(x_{j})=\delta _{ij},\quad 0\leq i,j\leq k.\,}

Então, a função L(x) é um polinômio com grau menor ou igual a k e
{\displaystyle L(x_{i})=\sum _{j=0}^{k}y_{j}\ell _{j}(x_{i})=\sum _{j=0}^{k}y_{j}\delta _{ji}=y_{i}.}
Existe apenas uma única solução para o problema de interpolação, uma vez que a diferença de duas soluções seria um polinômio de grau menor ou igual a k e k+1 zeros. Isto somente é possível se a diferença for identicamente nula, então L(x) é o único polinômio que interpola os dados fornecidos.

## Polinômios de Lagrange
Como pudemos perceber, a resolução de um problema de interpolação também pode ser entendido como a busca da solução de um sistema matricial de álgebra linear. Além disso, vimos que a utilização do polinômio em base canônica leva a uma matriz de Vandermonde mal condicionada.
Afim de resolver este problema, o matemático Joseph-Louis de Lagrange escolheu uma outra base que melhorasse o condicionamento da matriz. A ideia foi diagonalizá-la, obtendo uma matriz identidade cuja resolução do sistema linear é simples e direta.
Dados n pontos de abscissas {\displaystyle (x_{j})|_{1}^{n}} ,  o polinômio interpolador de Lagrange ,Pn(x), será obtido através de uma base de polinômios de grau menor ou igual n, que satisfaçam as seguintes condições:
```
                                                      

  

    

      

        

          
L

          

            
k

          

        

        
(

        

          
x

          

            
j

          

        

        
)

        
=

        

          

            
{

            

              

                

                  
1

                  
,

                  
k

                  
=

                  
j

                

              

              

                

                  
0

                  
,

                  
k

                  
≠

                  
j

                

              

            

            
}

          

        

      

    

    
{\displaystyle L_{k}(x_{j})={\begin{Bmatrix}1,k=j\\0,k\neq j\end{Bmatrix}}}

  

(1)
```

Observe que vamos obter uma série de k polinômios de tal modo que cada um deles se anula em todos os pontos conhecidos com exceção de um em que k=j, de forma que cada polinômio ajuste o valor em um ponto, sendo funções independentes entre si.

{\displaystyle L_{0}(x)={\frac {(x-x_{1})(x-x_{2})(x-x_{3})^{*}...^{*}(x-x_{n})}{(x_{0}-x_{1})(x_{0}-x_{2})(x_{0}-x_{3})^{*}...^{*}(x_{0}-x_{n})}}}

{\displaystyle L_{1}(x)={\frac {(x-x_{0})(x-x_{2})(x-x_{3})^{*}...^{*}(x-x_{n})}{(x_{1}-x_{0})(x_{1}-x_{2})(x_{1}-x_{3})^{*}...^{*}(x_{1}-x_{n})}}}

{\displaystyle L_{2}(x)={\frac {(x-x_{0})(x-x_{1})(x-x_{3})^{*}...^{*}(x-x_{n})}{(x_{2}-x_{0})(x_{2}-x_{1})(x_{2}-x_{3})^{*}...^{*}(x_{2}-x_{n})}}}
```
                                 

  

    

      

        
⋮

      

    

    
{\displaystyle \vdots }

  

```

{\displaystyle L_{n}(x)={\frac {(x-x_{0})(x-x_{1})(x-x_{2})^{*}...^{*}(x-x_{n-1})}{(x_{n}-x_{0})(x_{n}-x_{1})(x_{n}-x_{2})^{*}...^{*}(x_{n}-x_{n-1})}}}
Assim, os polinômios de Lagrange podem ser descritos pela fórmula geral:

{\displaystyle L_{k}(x)=\prod _{1\leq j\neq k\leq n}{\frac {(x_{-}x_{j})}{(x_{k}-x_{j})}}}

O Polinômio interpolador de Lagrange é dado pela combinação linear dos Lk(x) polinômios base:
{\displaystyle P_{0}(x_{0})=a_{0}L_{0}(x_{0})+a_{1}L_{1}(x_{0})+...+a_{n}L_{n}(x_{0})=y_{0}}

{\displaystyle P_{1}(x_{1})=a_{0}L_{0}(x_{1})+a_{1}L_{1}(x_{1})+...+a_{n}L_{n}(x_{1})=y_{1}}
```
                             

  

    

      

        
⋮

      

    

    
{\displaystyle \vdots }

  

```

{\displaystyle P_{n}(x_{n})=a_{0}L_{0}(x_{n})+a_{1}L_{1}(x_{n})+...+a_{n}L_{n}(x_{n})=y_{n}}

Aplicando a condição (1) temos:
{\displaystyle P_{0}(x_{0})=a_{0}^{*}1+a_{1}^{*}0+...+a_{n}^{*}0=y_{0}=a_{0}}

{\displaystyle P_{1}(x_{1})=a_{0}^{*}0+a_{1}^{*}1+...+a_{n}^{*}0=y_{1}=a_{1}}
```
                            

  

    

      

        
⋮

      

    

    
{\displaystyle \vdots }

  

```

{\displaystyle P_{n}(x_{n})=a_{0}^{*}0+a_{1}^{*}0+...+a_{n}^{*}1=y_{n}=a_{n}}

Na forma matricial:
```

  

    

      

        

          

            
[

            

              

                

                  
1

                

                

                  
0

                  
⋯

                

                

                  
0

                

              

              

                

                  
0

                

                

                  
1

                  
⋯

                

                

                  
0

                

              

              

                

                  
⋮

                

                

                  
⋮

                  
⋱

                

                

                  
⋮

                

              

              

                

                  
0

                

                

                  
0

                  
⋯

                

                

                  
1

                

              

            

            
]

          

        

      

    

    
{\displaystyle {\begin{bmatrix}1&0\cdots &0\\0&1\cdots &0\\\vdots &\vdots \ddots &\vdots \\0&0\cdots &1\end{bmatrix}}}

  

  

  

    

      

        

          

            
[

            

              

                

                  

                    
a

                    

                      
0

                    

                  

                

              

              

                

                  

                    
a

                    

                      
1

                    

                  

                

              

              

                

                  
⋮

                

              

              

                

                  

                    
a

                    

                      
n

                    

                  

                

              

            

            
]

          

        

      

    

    
{\displaystyle {\begin{bmatrix}a_{0}\\a_{1}\\\vdots \\a_{n}\end{bmatrix}}}

  

 = 

  

    

      

        

          

            
[

            

              

                

                  

                    
y

                    

                      
0

                    

                  

                

              

              

                

                  

                    
y

                    

                      
1

                    

                  

                

              

              

                

                  
⋮

                

              

              

                

                  

                    
y

                    

                      
n

                    

                  

                

              

            

            
]

          

        

      

    

    
{\displaystyle {\begin{bmatrix}y_{0}\\y_{1}\\\vdots \\y_{n}\end{bmatrix}}}

  

```

Aplicando o polinômio interpolador de Lagrange obtemos uma matriz identidade bem condicionada em que o sistema linear é prontamente resolvido.

### Interpretação geométrica
Dado o conjunto de pontos (2,1), (3,6), (4,4) e (5,5) desejamos construir um polinômio de Lagrange que passe por estes pontos.
Primeiro, construímos os Lk polinômios de Lagrange, perceba que somente um polinômio de Lagrange é não nulo em cada ponto.
Depois construímos os Pn polinômios de Lagrange, observe que cada polinômio ajusta um ponto do conjunto, sendo igual ao valor da ordenada do ponto. E usando a fórmula geral construímos o polinômio P de Lagrange que passa por todos os pontos dados:

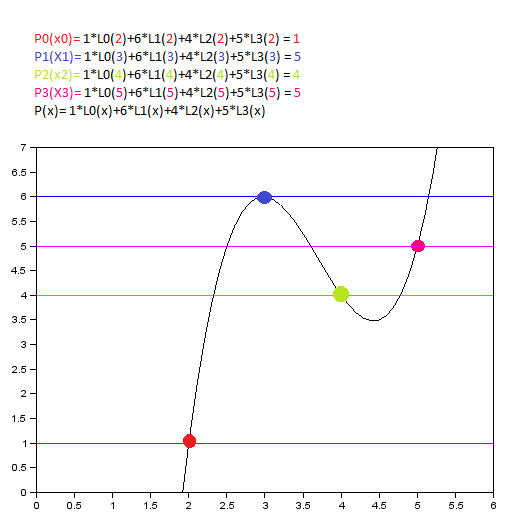
Representação dos P_{n} polinômios Lagrange